# THR Marea Neagră
THR Marea Neagră este o companie din industria turismului din România.
THR Marea Neagră este o societate pe acțiuni rezultată din fuziunea prin absorbție de către Eforie SA a patru mari societăți de turism de pe litoralul românesc: Carmen Silva SA, Miorița Estival SA, Venus SA și Saturn SA.
Procesul de fuziune s-a încheiat pe 3 iunie 2004, iar din luna ianuarie 2005, compania nou creată și-a schimbat denumirea în „Turism, Hoteluri, Restaurante Marea Neagră”.
Acționarul majoritar este SIF Transilvania, cu 77,45% din capitalul social.
În aprilie 2010, compania deținea 11.266 de locuri de cazare în stațiunile Eforie, Venus, Saturn și Neptun, față de 14.800 în noiembrie 2006.
Cifra de afaceri:
- 2009: 30,1 milioane lei (7,1 milioane euro)[1]
- 2008: 39,2 milioane lei[1]
- 2007: 42,7 milioane lei[2]

Venit net în 2009: 4,2 milioane lei (1 milion euro)

## Eforie SA
În anul 2002, Eforie SA avea în proprietate 11 hoteluri, șase restaurante și șapte vile în stațiunea Eforie Nord și era deținută în proporție de 95% de SIF Transilvania.
Compania Eforie SA era listata din data de 15 august 2002 la categoria a II-a a Bursei de Valori București.
Eforie SA a înregistrat în anul 2002 o cifră de afaceri de circa 59 de miliarde de lei vechi și un profit net de 20 de miliarde de lei.